# Scheebach
Der Scheebach ist ein 1,78 km langer, orografisch linker Nebenfluss der Ruhr im nordrhein-westfälischen Arnsberg, Stadtteil Voßwinkel. Der Bach entspringt westlich des Stadtteils Voßwinkel am Osthang des Birkey am Wildwald Voßwinkel auf einer Höhe von 237 m ü. NN und fließt in östliche Richtung auf 147 m ü. NN in die Ruhr.
Der Bach überwindet auf seinem Weg einen Höhenunterschied von 90 m, was bei einer Lauflänge von 1,780 km einem mittleren Sohlgefälle von 50,6 ‰ entspricht. Der Bach entwässert sich über die Ruhr und den Rhein zur Nordsee.

## Natur und Umwelt
Große Teile des Bachlaufes liegen in den Naturschutzgebieten Landschaftsraum Im Schee und Laubmisch- und Erlenwald östlich Höllinghofen bzw. sind als geschützte Landschaftsbestandteile ausgewiesen. Der Ober- und der Unterlauf ist als  Landschaftsschutzgebiet geschützt.